# Битва при Грансоне
Битва при Грансоне (фр. Bataille de Grandson) — одно из сражений Бургундских войн. Произошло 2 марта 1476 года около города Грансона (фр.Grandson) между швейцарскими войсками и армией бургундского герцога Карла Смелого. Закончилось победой швейцарцев.

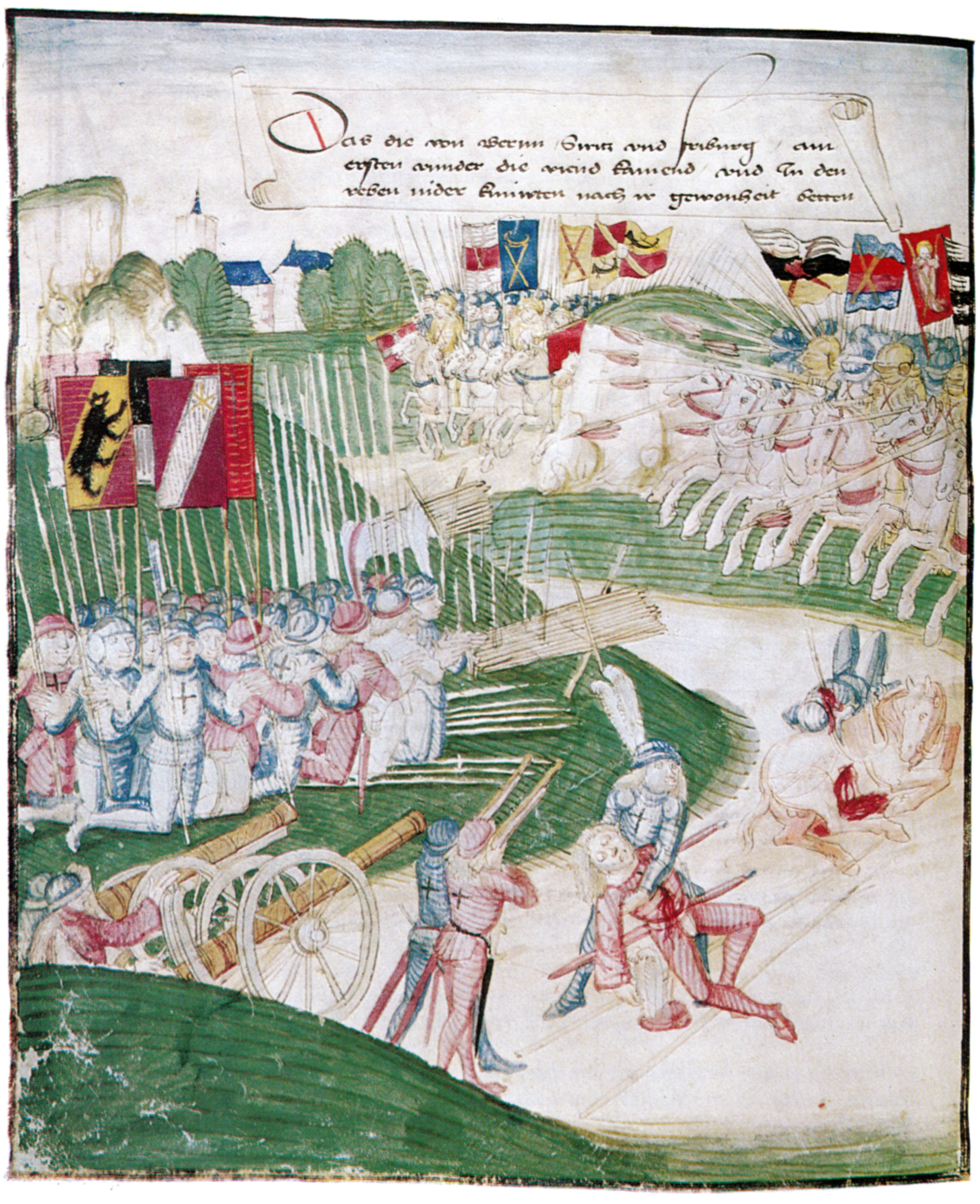
Битва при Грансоне. Миниатюра из «Бернской хроники» Диболда Шиллинга Старшего (1483)

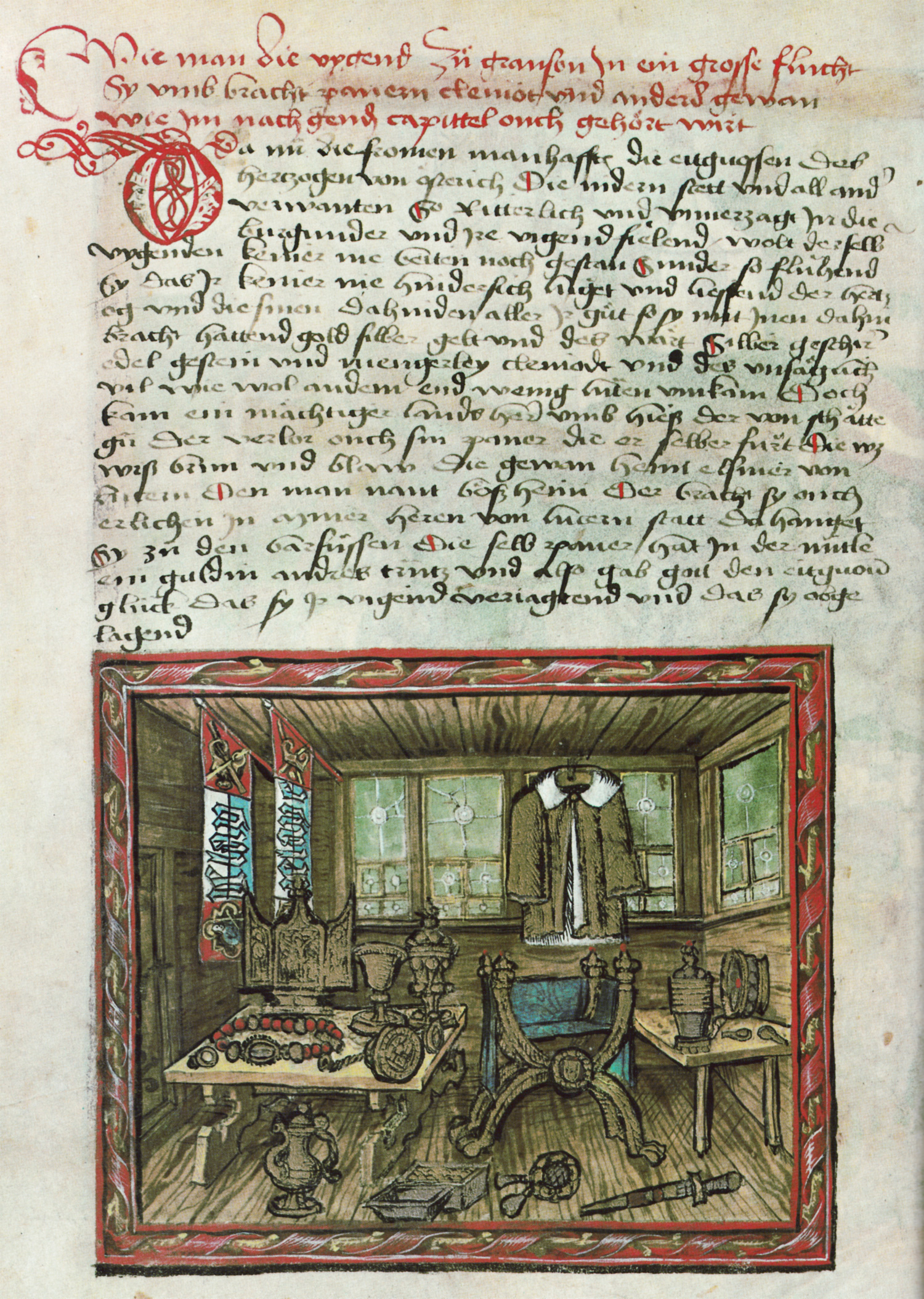
Добыча швейцарцев. Миниатюра из «Люцернской хроники»

## Предыстория
Заключив в конце 1475 года мир с Францией и Священной Римской Империей, Карл Смелый бросил свои главные силы против швейцарцев. В феврале 1476 года он осадил и взял швейцарский город Грансон. Гарнизон, состоявший из 500 бернских солдат, сдался в плен, но был полностью перебит. Бургундцы так поступили в ответ на действия швейцарцев, незадолго до этого уничтоживших всё местное население городка Штеффис.

## Ход сражения
2 марта 1476 года к Грансону подошла швейцарская армия. Основные силы бургундцев находились в укреплённом лагере, небольшой гарнизон занимал замок Вомаркюс, прикрывавший северный проход к Грансону вдоль Нойенбургского озера. Швейцарцы попытались овладеть Вомарюксом, их авангард наткнулся на передовой пост бургундцев и обратил его в бегство. Преследуя отступавших, швейцарцы столкнулись с авангардом Карла Смелого, попали под обстрел арбалетчиков и отошли к своим основным силам, где стали выстраиваться в боевой порядок (каре пикинёров). Бургундский герцог также не рискнул атаковать и стал ожидать подхода главных сил.
В результате к началу основного сражения войска Карла расположились следующим образом: первая линия — тяжёлая кавалерия (жандармы), вторая — артиллерия (бомбарды), третья — пехота. По плану герцога кавалерия левого крыла должна была атаковать противника, а кавалерия правого крыла — отойти, чтобы дать возможность бомбардам открыть огонь. Однако атака левого крыла была отбита швейцарцами, перешедшими в контратаку. Запланированный же отход правого фланга был воспринят пехотой как отступление в результате поражения. Началась паника, третья линия бургундских войск обратилась в бегство. Огонь артиллерии уже не мог спасти ситуацию.
Бургундская армия отошла в свой укреплённый лагерь, так как швейцарцы не могли их преследовать, не имея достаточной кавалерии.

## Результаты
Карл Смелый оставил Грансон, бургундский лагерь был разграблен. Его потери в живой силе были не очень велики — по разным оценкам от 200 — 300 до 1500 человек. Так как швейцарское ополчение (потери которого оцениваются в размерах от 70 до 200 человек) после победы разошлось по своим кантонам, это позволило герцогу оправиться от поражения и собрать новую армию. Самым тяжёлым последствием битвы для Карла стала потеря всей артиллерии — 400 орудий, которые были захвачены швейцарцами и затем успешно использовались ими в последующих боях.